# العقلة (الغريف)
العقلة  قرية سعودية، تابعة لمركز الغريف في محافظة الكامل في منطقة مكة المكرمة.

## الوصف
تبعد القرية عن المركز مسافة 12 كيلو متر بإتجاه الشمال، نوع الطريق وعر. تحتوي القري على مركز العقلة للرعاية الصحية الأولية. خدمات التعليم: يتبع للقرية مدرسة القادسية الابتدائية بنين، ومدرسة العقلة الابتدائية ومدرسة العقلة المتوسطة بنات. ويوجد في القرية حدمة بلدية وخدمة بريد.